# Igorot
Igorot (que en tagal significa “muntanyenc”) és qualsevol grup ètnic de les muntanyes del nord de Luzon, a les Filipines. Tots ells mantenen o han mantingut fins fa poc la seva tradició i forma de vida tradicionals. Alguns viuen als boscos tropicals dels contraforts, però la majoria viuen en zones de praderies accidentades i pinedes. Els primers igorot comptaven uns 1,5 milions a principis del segle xxi. Les seves llengües pertanyen al subgrup del nord de Luzon de les llengües filipines, que pertanyen a la família austronèsica (malaiopolinèsia).

## Etimologia
Els endònims ifugao o ipugao (que també signifiquen "gent de muntanya") s'utilitzen amb més freqüència entre els mateixos igorots, ja que alguns consideren que el terme “igorot” és pejoratiu, excepte pels ibaloy.

## Grups ètnics de la Cordillera

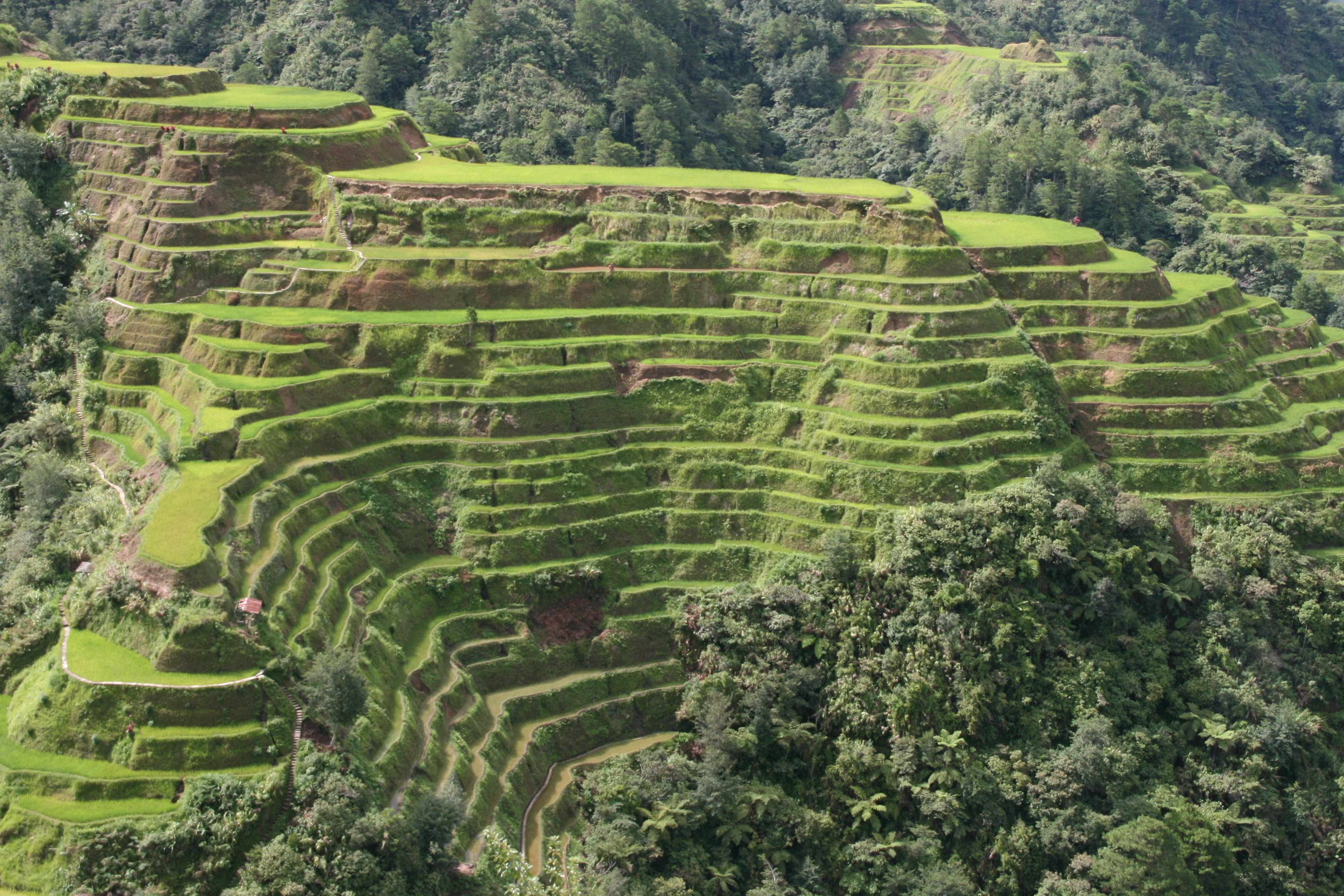
Terrasses d'Arròs Banaue

Els igorots es poden dividir aproximadament en dos subgrups generals: el grup més gran viu al sud, al centre i a l'oest, i és molt adepte a l'agricultura, al cultiu en feixes; el grup més petit viu a l'est i al nord. Abans de la colonització espanyola de les illes, els pobles ara inclosos en el terme no es considerava que pertanyien a una sola ètnia cohesionada.
Es poden subdividir en cinc grups etnolingüístics: bontoc, ibaloi, isnag (o isneg/apayao), kalinga i kankanaey.

### Bontoc

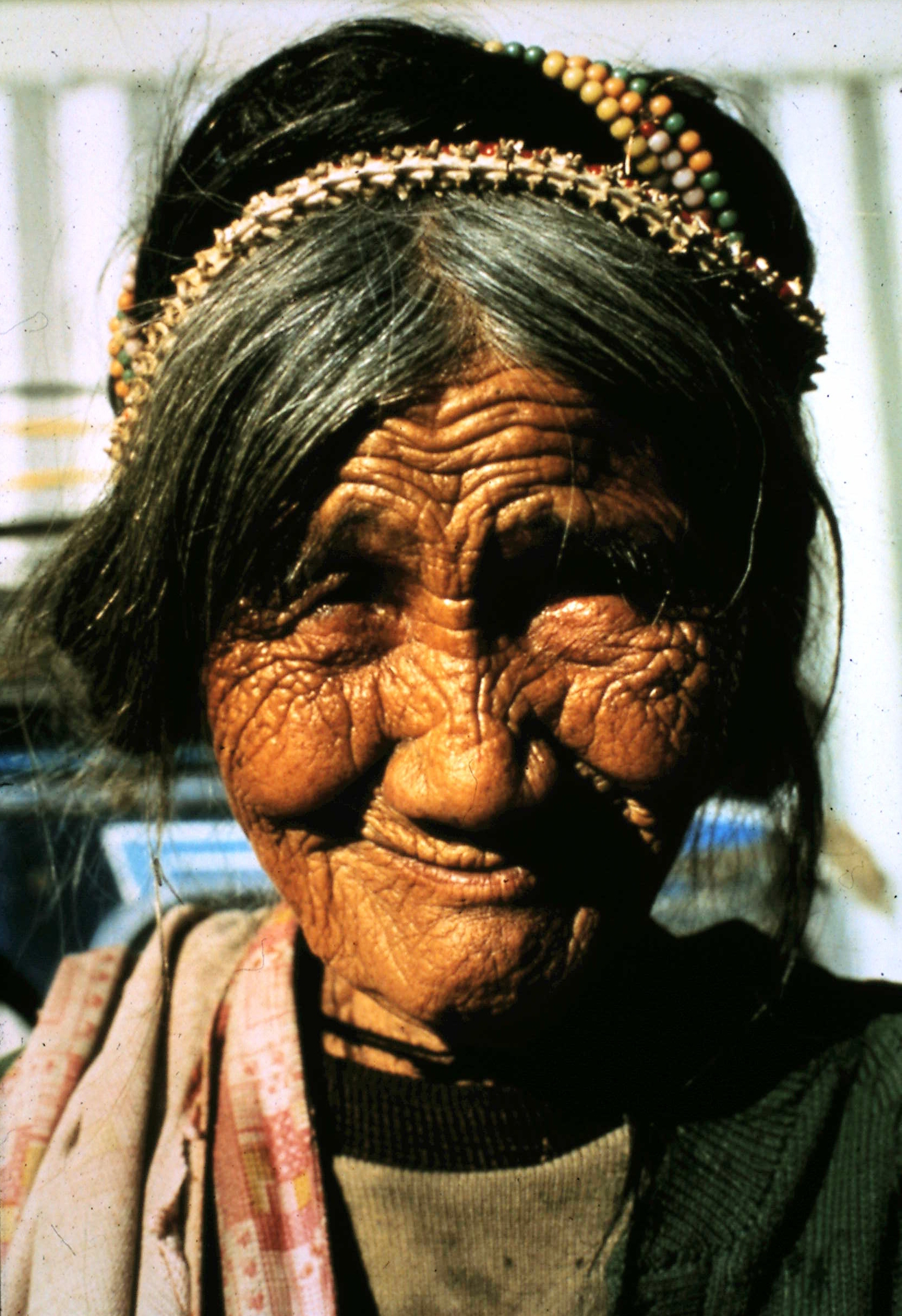
Una dona bontoc amb un esquelet de serp en el seu cabell. Els esquelets serveixen com a encanteri contra els llampecs.

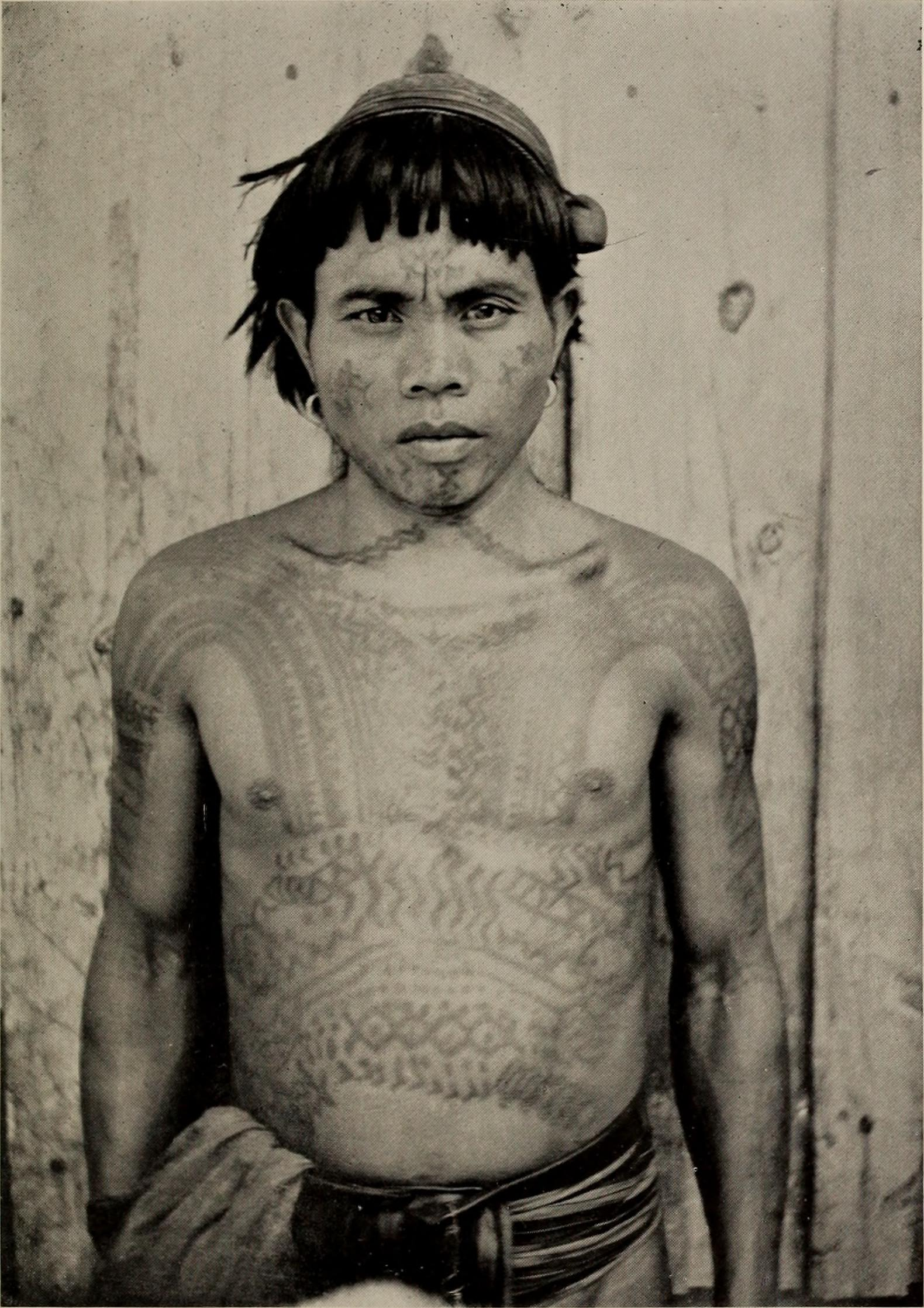
Un home bontoc (c. 1903)

Els bontoc viuen a la riba del riu Chico a la província de la Muntanya Central (Regió Administrativa de la Cordillera) a l’illa de Luzon. Parlen bontoc i ilocano. Antigament practicaven la caça de caps (head-hunting) i tenien tatuatges corporals distintius. El bontoc descriu tres tipus de tatuatges: el chak-lag′, el cofre tatuat del prenedor del cap; pong′-o, els braços tatuats d’homes i dones; i fa′-tĕk, per a tots els altres tatuatges d’ambdós sexes. Les dones es tatuaven només als braços.
En el passat, els bontoc no es dedicaven a cap dels passatemps o jocs d'atzar habituals en altres zones del país, però realitzaven una dansa rítmica circular interpretant certs aspectes de la caça, sempre acompanyats del gang'-sa o gong de bronze. Durant la dansa no es cantava ni es parlava, però les dones hi participaven, normalment fora de la circumferència. Era un acte seriós però agradable per a tots els afectats, inclosos els nens. Avui dia els bontocs són una gent agrícola tranquil·la que, per elecció, ha conservat la major part de la seva cultura tradicional malgrat els contactes freqüents amb altres grups.

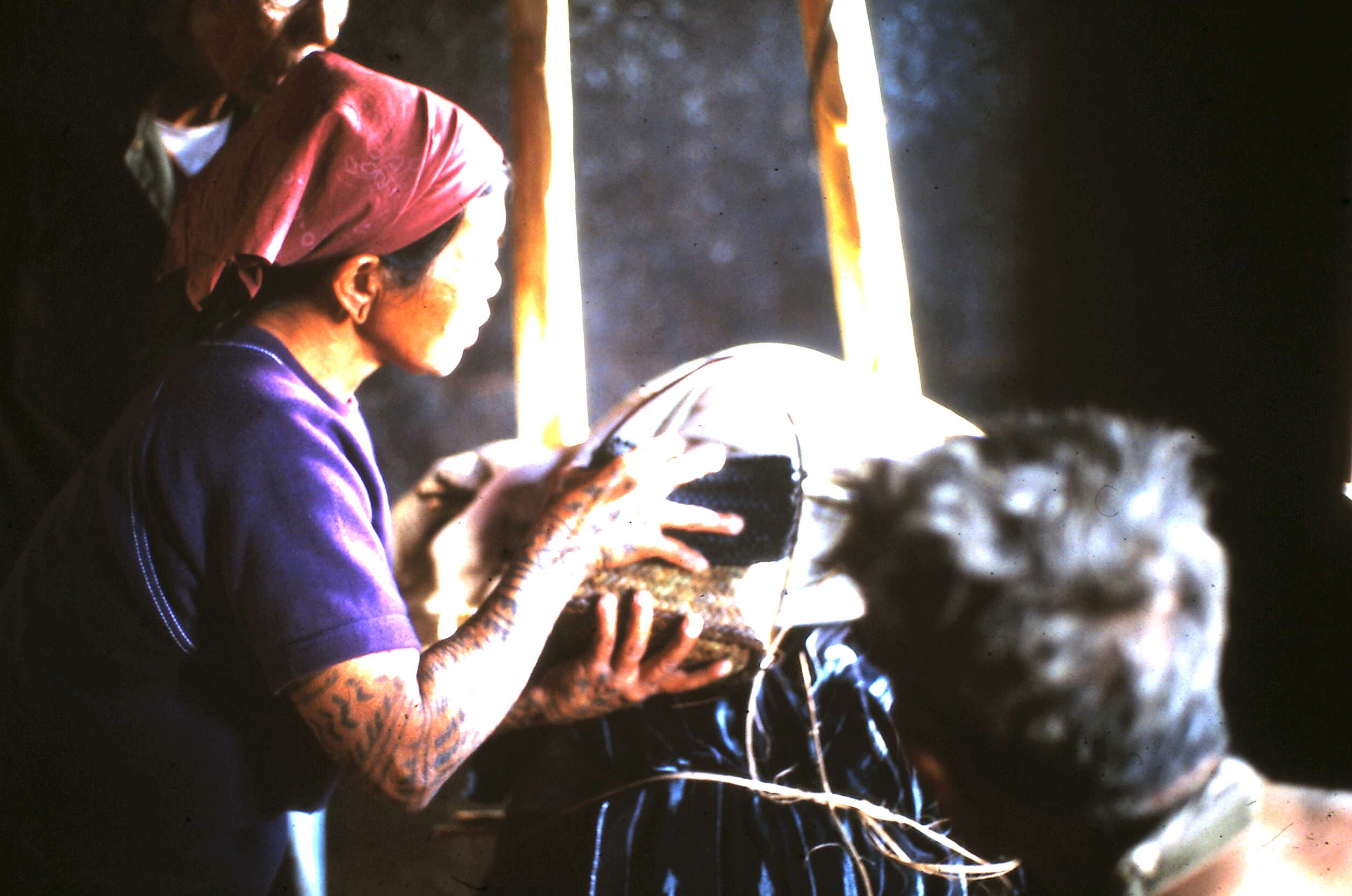
Un ritual tradicional bontoc durant un despertar amb una cadira de mort.

El sistema de creences precristianes bontoc se centra en una jerarquia d’esperits, essent la màxima deïtat suprema anomenada Intutungcho, el fill del qual, Lumawig, descendia del cel (chayya), per casar-se amb una noia de Bontoc. Lumawig va ensenyar al bontoc les seves arts i habilitats, inclòs el reg de la seva terra. Els bontoc també creuen en l’anito, esperits dels morts, que són omnipresents i s'han de consolar constantment. Qualsevol pot invocar l’anito, però un vident (insup-ok) intercedeix quan algú està malalt per esperits dolents.

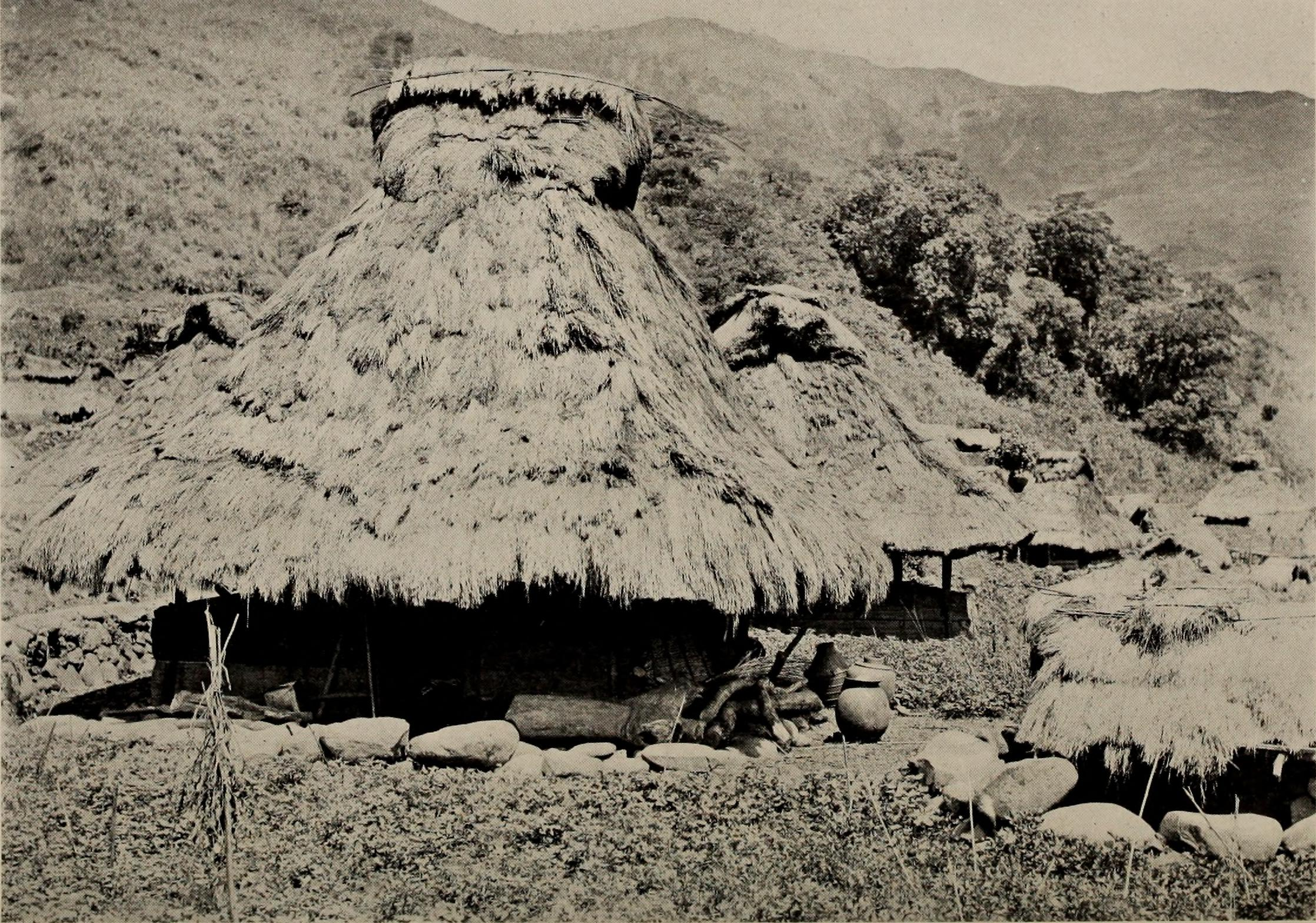
Una casa tradicional bontoc 1903. Casa amb esquelets.

L'estructura social dels bontoc solia estar centrada al voltant de les sales de poble (ato) que comprenen d’entre 14 i 50 habitatges. Tradicionalment, homes joves i dones vivien als dormitoris i menjaven àpats amb les seves famílies. Això va canviar gradualment amb l’arribada del cristianisme. En general, però, es pot dir que tots els bontoc són molt conscients de la seva pròpia manera de viure i no estan massa desitjosos de canviar.

### Ibaloi
Els ibaloi (també ibaloy i nabaloi) i kalanguya (també kallahan i ikalahan) són un dels pobles indígenes de les Filipines que viuen majoritàriament a la part sud de Benguet, situada a la Cordillera del nord de Luzon, i a Nova Biscaia a la regió de la vall de Cagayan. Tradicionalment eren una societat agrària. Molts dels habitants d'Ibaloi i Kalanguya continuen amb l'agricultura i el cultiu de l'arròs.
La seva llengua pertany a la branca de llengües malaiopolinèsies de la família de les llengües austronèsiques i és propera a la llengua pangasinan, principalment parlada a la província de Pangasinan, localitzada al sud-oest de Benguet.
Baguio, la ciutat important de la Cordillera, va ser batejada com la "Capital d'Estiu de les Filipines," localitzada al sud de Benguet.
La festa major d’Ibaloi és la Pesshet, una festa pública patrocinada principalment per persones de prestigi i riquesa. Pesshet pot durar setmanes i implica l'assassinat i el sacrifici de desenes d'animals.
Un dels balls més populars dels ibaloi és el bendiyan, un ball de massa on participen centenars d'homes i dones. Al principi era un ball de victòria en temps de guerra, fins que va evolucionar a ser un ball de celebració. És utilitzat com a diversió (ad-adivay) a les festes cañao, fetes per la classe rica (baknang).

### Ifugao

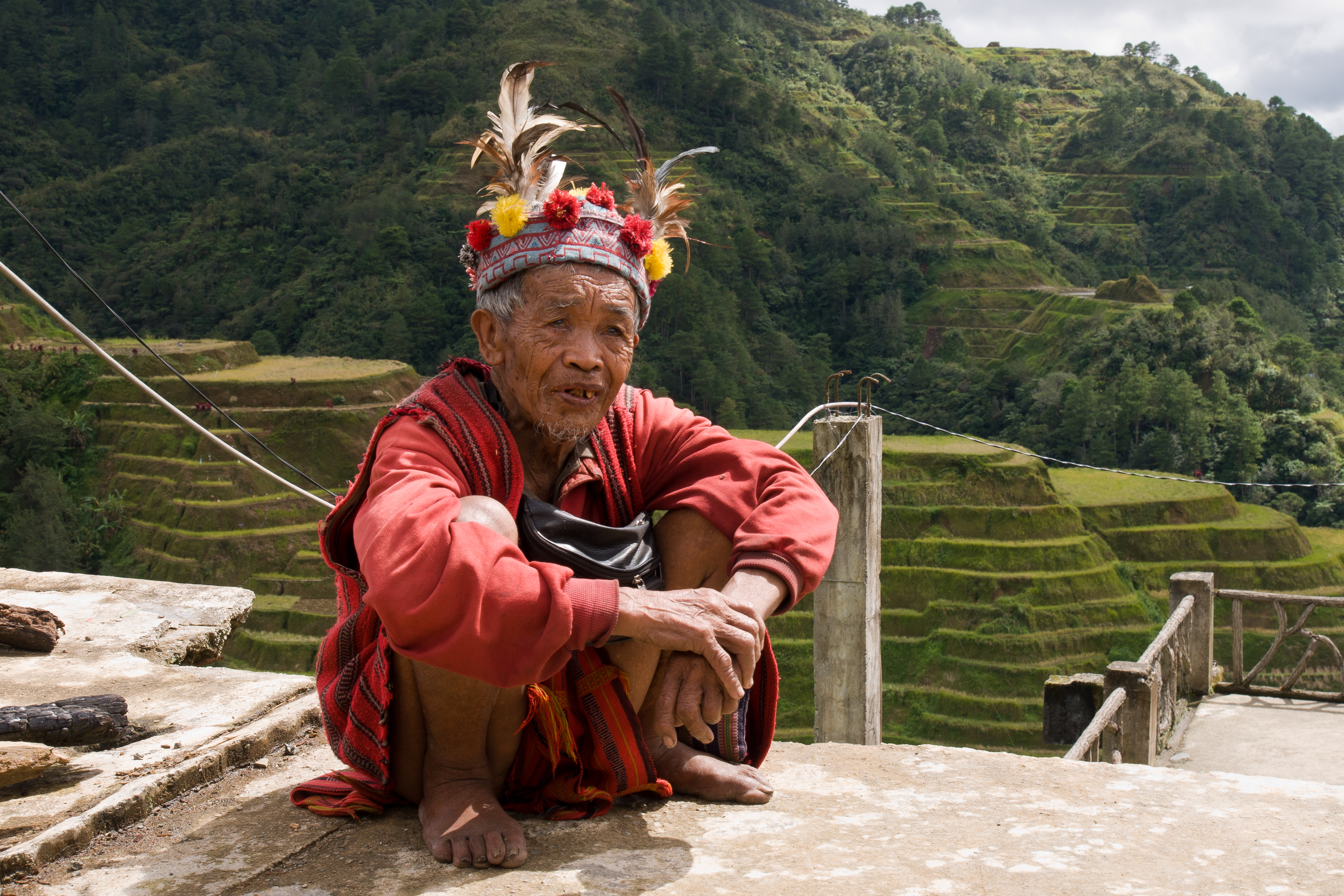
Un home ifugao de Banaue

Els ifugao (també són coneguts com a amganad, ayangan, kiangan, gilipanes, quiangan, tuwali ifugao, mayoyao, mayoyao, mayaoyaw) són les persones que habiten la província d'Ifugao.
El terme "Ifugao" deriva de "ipugo" que significa "gent de la terra", "mortals" o "humans", com es distingeixen dels esperits i les deïtats. També significa "des del turó", pugo significa turó. El país de l’Ifugao al sud-est de la regió de la Cordillera és conegut per les seves famoses terrasses d'arròs Banaue, que en els temps moderns s'han convertit en un dels principals atractius turístics de les Filipines.
Els ifugaos construeixen les seves cases típiques (bale), formada per una habitació, construïda amb 4 pals de fusta a 3 metres del terra. Hi ha una escala (tete) desmuntable per a la porta principal (panto). Les barraques (abong) són edificis temporals. Els graners d'arròs es denominen alang, protegits per un ídol de fusta (bulul).
A més de les seves terrasses d’arròs, els ifugaos, que parlen quatre dialectes diferents, són coneguts per les seves riques tradicions literàries orals d’hudhud i alim.
Les festes de més prestigi d'Ifugaos són els hagabi, patrocinats per l'elit (kadangyan); i el uyauy, una festa matrimonial patrocinada pels immediatament per sota dels més rics (inmuy-ya-uy). La classe mitjana són els tagu, mentre que els pobres són els nawotwo.
Existeixen les tradicions orals Alim i Hudhud dels ifugao de la Regió Administrativa de Cordillera a l’illa de Luzon de les Filipines. El 2001, els Cants Hudhud de l’Ifugao van ser escollits com una de les 11 Obres mestres del patrimoni oral i intangible de la humanitat. Aleshores es va inscriure formalment com a Patrimoni Cultural Immaterial de la UNESCO el 2008.

### Isneg

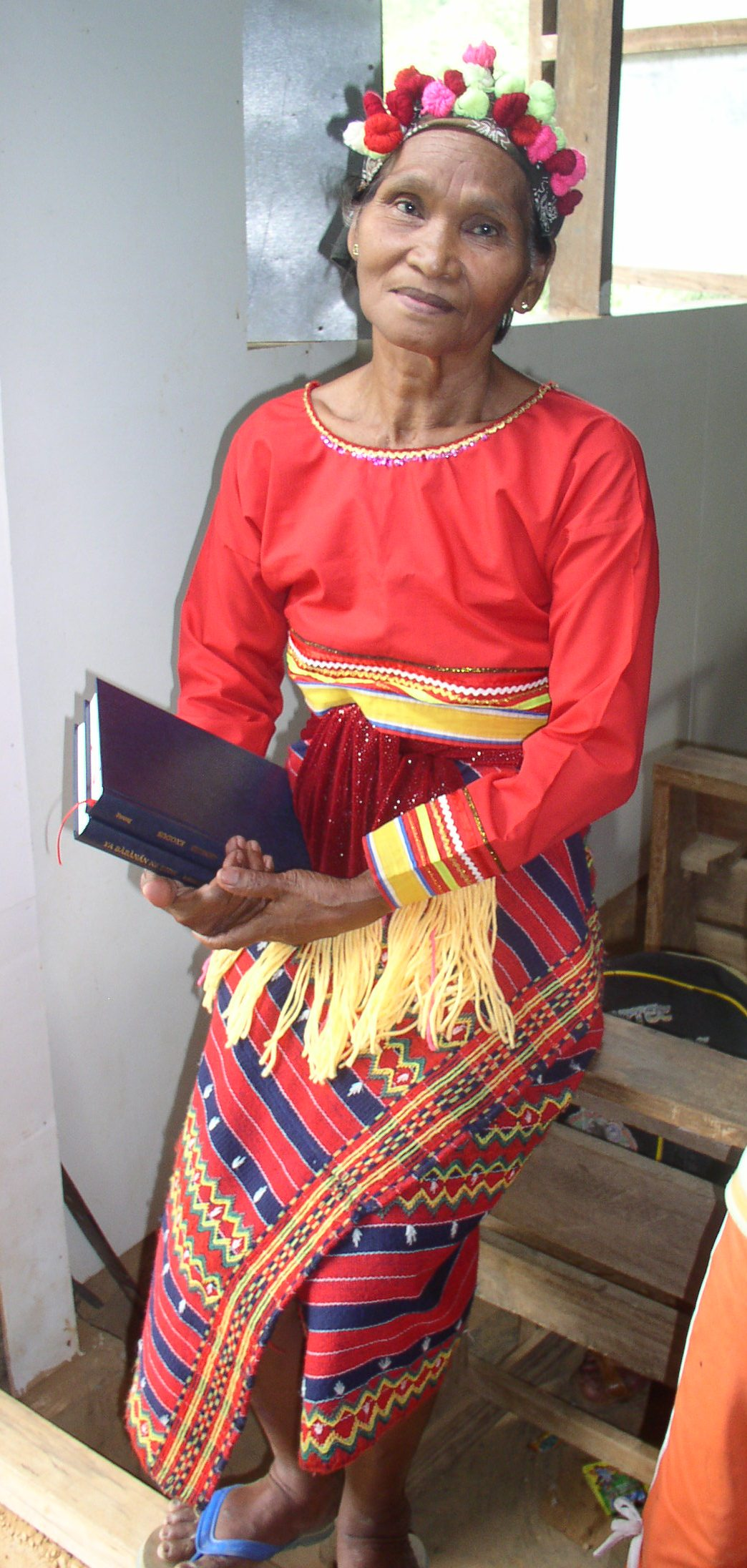
Dona isneg.

Els isnag, també isneg o apayao, viu al nord-est del nord Luzon, a la meitat superior de la província d'Apayao de la Cordillera. El terme "isneg" deriva de itneg, significant habitants del Riu Tineg. Apayao deriva del crit de batalla Ma-ap-ay-ao com picant ràpidament la mà a la boca. També es poden referir a ells com imandaya si viuen riu amunt, o imallod si viuen riu avall. Els municipis de l'Isneg l'àmbit inclou Pudtol, Kabugao, Calanasan, Flora, Conner, Sta. Marcela, i Luna. Dos riu important sistemes, el Abulog River i el Apayao River, recorregut a través del país d'Isnag.
Els pots de basi estan mig enterrats al sòl dins d’un petit cobert, abulor, construït amb 4 pals i un cobert. Aquest abulor es troba dins de l'espai obert, linong o sidong, a sota de les seves cases (balay). Cultiven arrossos muntanyencs, a la vegada que practiquen l'agricultura nedada i la pesca.:99-100,102
Say-am era una cerimònia important després d'un èxit caçant caps, o d'altres ocasions importants, acollida pels rics i que podia durar entre un i cinc dies o més. Es ballava, cantava, menjava i bebia marcant la esta i els isnegs portaven la seva millor roba. El xaman, Anituwan, prega a l'esperit Gatan, abans que el primer gos sigui sacrificat, si no s'hagués agafat un cap humà i s'ofereixi a l’arbre sagrat, ammadingan. L'últim dia, es parteix un coco en honor del guardià del cap, Anglabbang. El Pildap és com un Say-am, però celebrat pels pobres. La conversió al cristianisme va créixer després del 1920 i, avui, els isnegs es divideixen en les seves creences religioses, encara que alguns continuen sent animistes.:107-108,110-111,113

### Kalinga

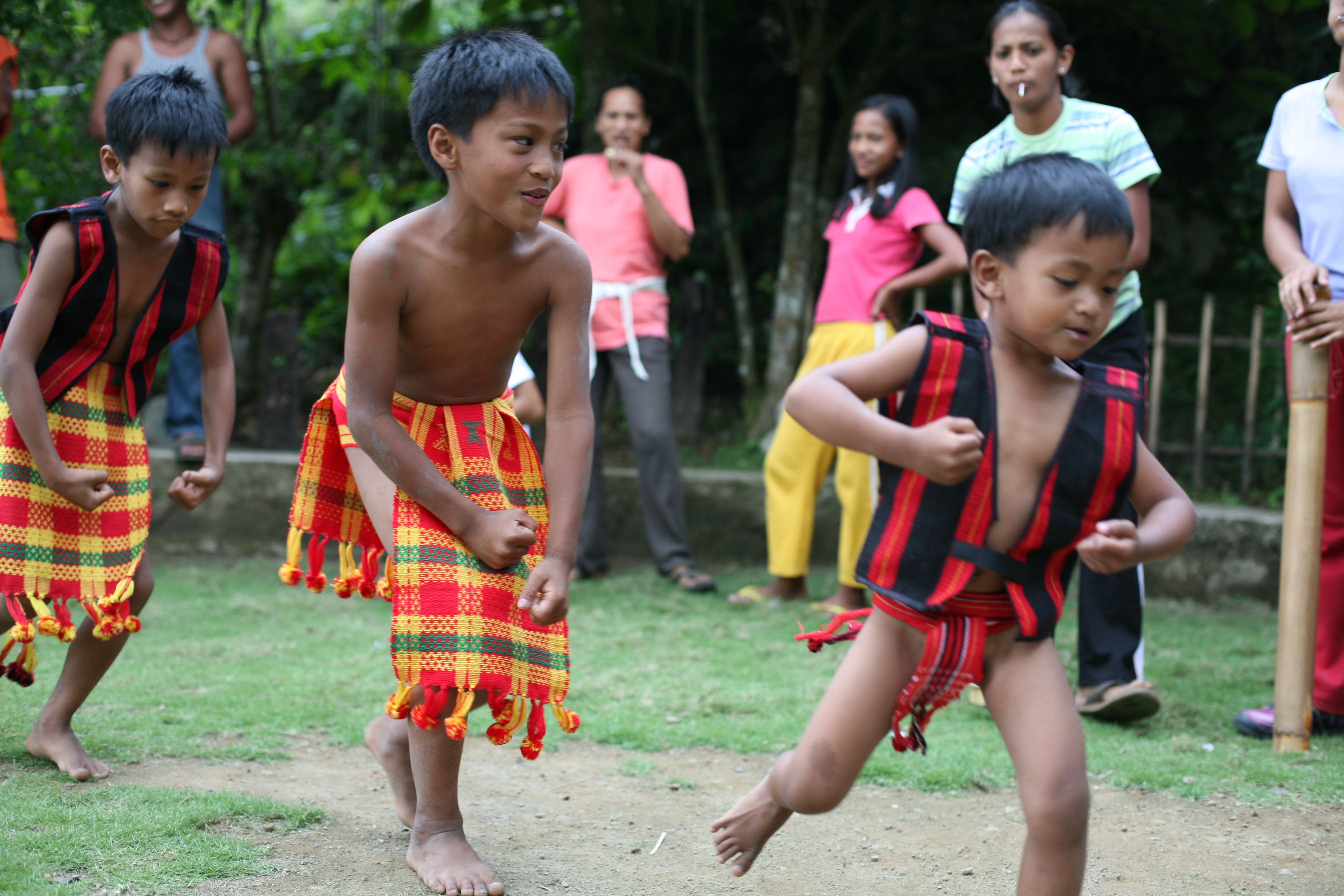
Nens de Lubuagan, fent la dansa del múscul Kalinga.

El kalinga, també conegut com a limos o limos-liwan kalinga, habita al mig de la conca del riu Chico a la província de Kalinga. Els kalinga se subdivideixen en grups del sud i del nord; aquesta última és considerada la gent més fortament ornamentada del nord de les Filipines.
La pràctica kalinga de l'arròs inclou l'agricultura seca i humida. Ells també van desenvolupar una institució de pactes de pau anomenada Bodong, que ha minimitzat la guerra tradicional i la caça de caps i serveix com a mecanisme per la iniciació, manteniment, renovació i reforç de parentiu i xarxes socials.
També parlen els idiomes kalinga, ilocano i limos. La societat kalinga està molt orientada al parent, i els parents són responsables de venjar qualsevol lesió feta a un membre. Les disputes se solen resoldre a través de líders regionals, qui escolten totes les parts i imposen multes al culpable. No es tracta de reunions formals del consell, sinó que tenen una gran autoritat.

### Kankanaey

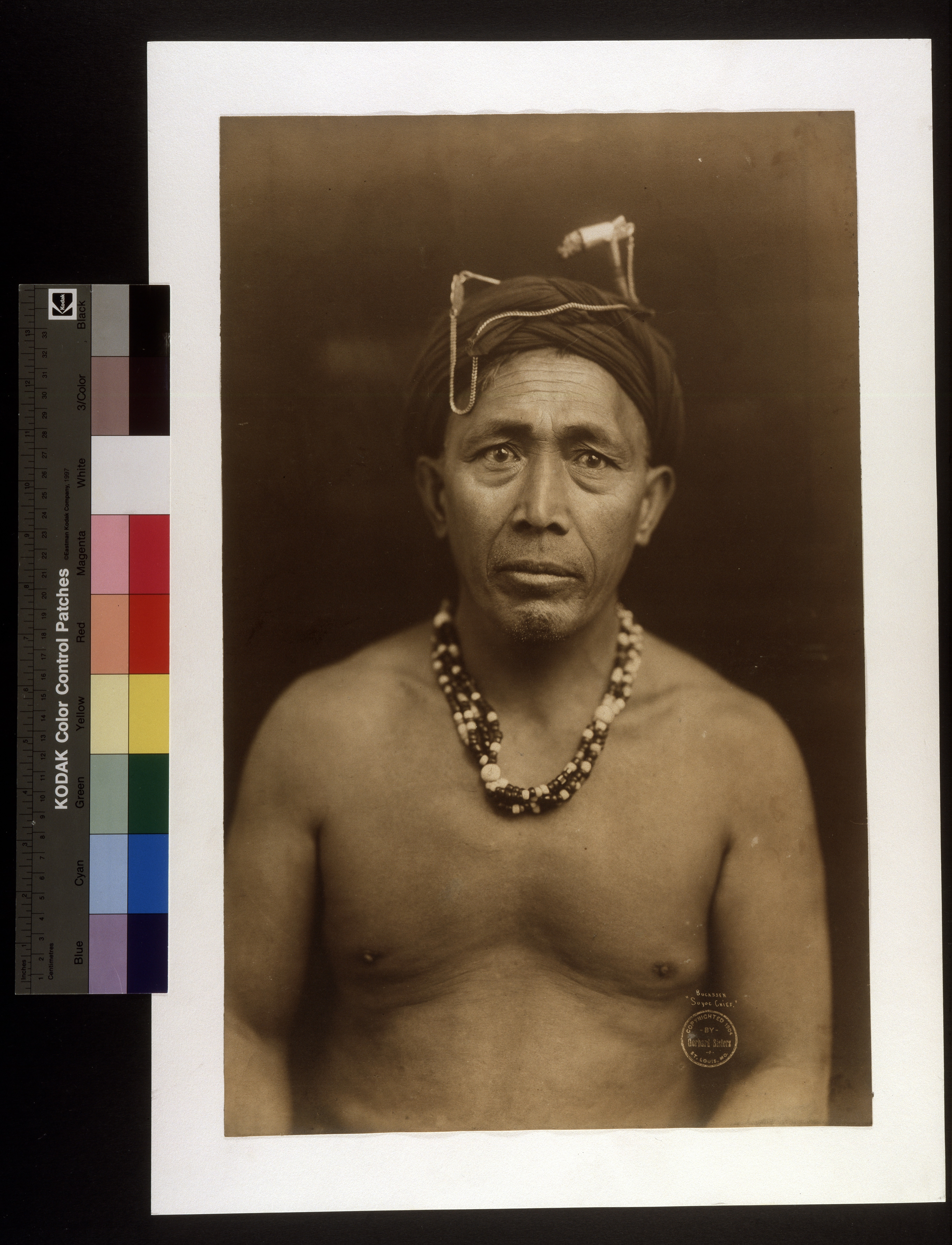
Kankanaey de la ciutat de Suyoc, en Mankayan, Benguet (c. 1904)

El domini Kankanaey inclou la província de les Muntanyes Occidentals, el nord de Benguet i el sud-est Ilocos Sur. Com la majoria de grups ètnics Igorot, els Kankanaey van construir terrasses inclinades per maximitzar l'espai de granja al terreny accidentat de les Cordilleras.
Les cases de Kankanaey inclouen l’innagamang de dues plantes, el binangi més gran, el tinokbob més barat i el tinabla elevat. Els seus graners (agamang) són elevats per evitar rates. Dues altres institucions de la província de Kankanaey de la Muntanya són el dap-ay, el dormitori i el centre cívic dels homes, i l'ebgan, o el dormitori de les nenes.
Els principals balls de Kankanaey inclouen tayaw, pat-tong, takik (ball de noces) i balangbang. El tayaw és una dansa comunitària que es fa generalment en casaments, que potser també és ballada per l'Ibaloi, però té un estil diferent. Pattong és també una dansa comunitària de la província de les muntanyes i cada municipi té el seu propi estil, mentre que balangbang és el terme modern de la dansa. També hi ha altres danses com el sakkuting, el pinanyuan (un altre ball de noces) i el bogi-bogi (dansa de cortesia).

#### Kankanaey "dur" i "suau"
El nom Kankanaey prové de la llengua que parlen. L’única diferència entre els kankanaey és la manera de parlar, com l'entonació i l’ús de paraules.
En l'entonació hi ha una distinció entre els que parlen kankanaey dur (applai) i kankanaey suau. Els parlants de kankanaey dur provenen de les ciutats de Sagada i Besao a la província de la muntanya occidental, així com dels seus voltants. Parlen kankanaey amb una entonació dura on es diferencien en algunes paraules del kankanaey de parla suau.
El kankanaey de parla suau prové del nord i d'altres zones de Benguet i dels municipis de Sabangan, Tadian i Bauko a la província de les Muntanyes. En paraules, per exemple, un applai pot dir otik o beteg (porc) i el kankanaey de parla suau també utilitza busaang o beteg. El kankanaey també pot diferir en algunes paraules com egay o aga, maid o maga. També difereixen en els seus modes de vida i, de vegades, en la cultura.
Els kankanaey també s'identifiquen internament per l’idioma que parlen i per la província d’on provenen. La gent de Kankanaey de la província de Muntanya pot anomenar als Kankanaey de Benguet com a iBenget mentre que els Kankanaey de Benguet poden anomenar als seus companys Kankanaey de la província de Muntanya iBontok.
El kankanaey dur o suau també es diferencia de la manera de vestir. El vestit femení del dialecte suau generalment té una combinació de colors negre, blanc i vermell. El disseny del vestit superior és un estil creuat de colors negre, blanc i vermell. La falda o tapis és una combinació de ratlles negres, blanques i vermelles.
Les dones amb dialecte dur es vesteixen principalment en color vermell i negre i amb menys blanc, amb la falda o tapis que s'anomena principalment bakget i gateng. Els homes antigament portaven un tanga conegut com a wanes per al kanakaney de Besao i Sagada. El disseny dels wanes pot variar segons l'estat social o el municipi.

## Grups ètnics per classificació lingüística

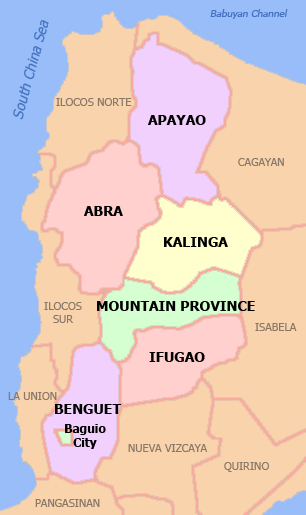
Mapa polític de la Regió Administrativa de Cordillera.

A continuació es mostra una llista d'ètnies del nord de Luzon organitzades per classificació lingüística.
- Llengües del nord de Luzon
  - Ilokano (Ilocos Nort i Ilocos Sur)
  - Del nord de Cordilleran
    - Isneg (nord de la Província Apayao)
    - Gaddang (Província de Nova Biscaia i Província d'Isabela)
    - Ibanagic
      - Ibanag (Província Cagayan i Província d'Isabela)
      - Itawis (sud de la Província de Cagayan)
      - Yogad (Província d'Isabela)

  - Cordillera Central
    - Kalinga–Itneg
      - Kalinga (Província de Kalinga)
      - Itneg (Província d'Abra)

    - Nuclear
      - Ifugao (Ifugao)
      - Balangao (Província de Muntanya oriental)
      - Bontok (Província de Muntanya central)
      - Kankanaey (Província de Muntanya occidental, nord de la Província de Benguet)

  - Cordillera del Sud
    - Ibaloi (sud de la Província de Benguet)
    - Kalanguya/Kallahan (Província de Benguet oriental, Província d'Ifugao, nord-est de Província de Nova Biscaia)[14]
      - Kalanguya Keley-i[15]
      - Kalanguya Kayapa[16]
      - Kalanguya Tinoc[17]

    - Karao (Karao, Bokod, Benguet)
    - Ilongot (Província de Nova Biscaia, Província oriental, Província de Quirino occidental)
    - Pangasinan (Província de Pangasinan)

## Història

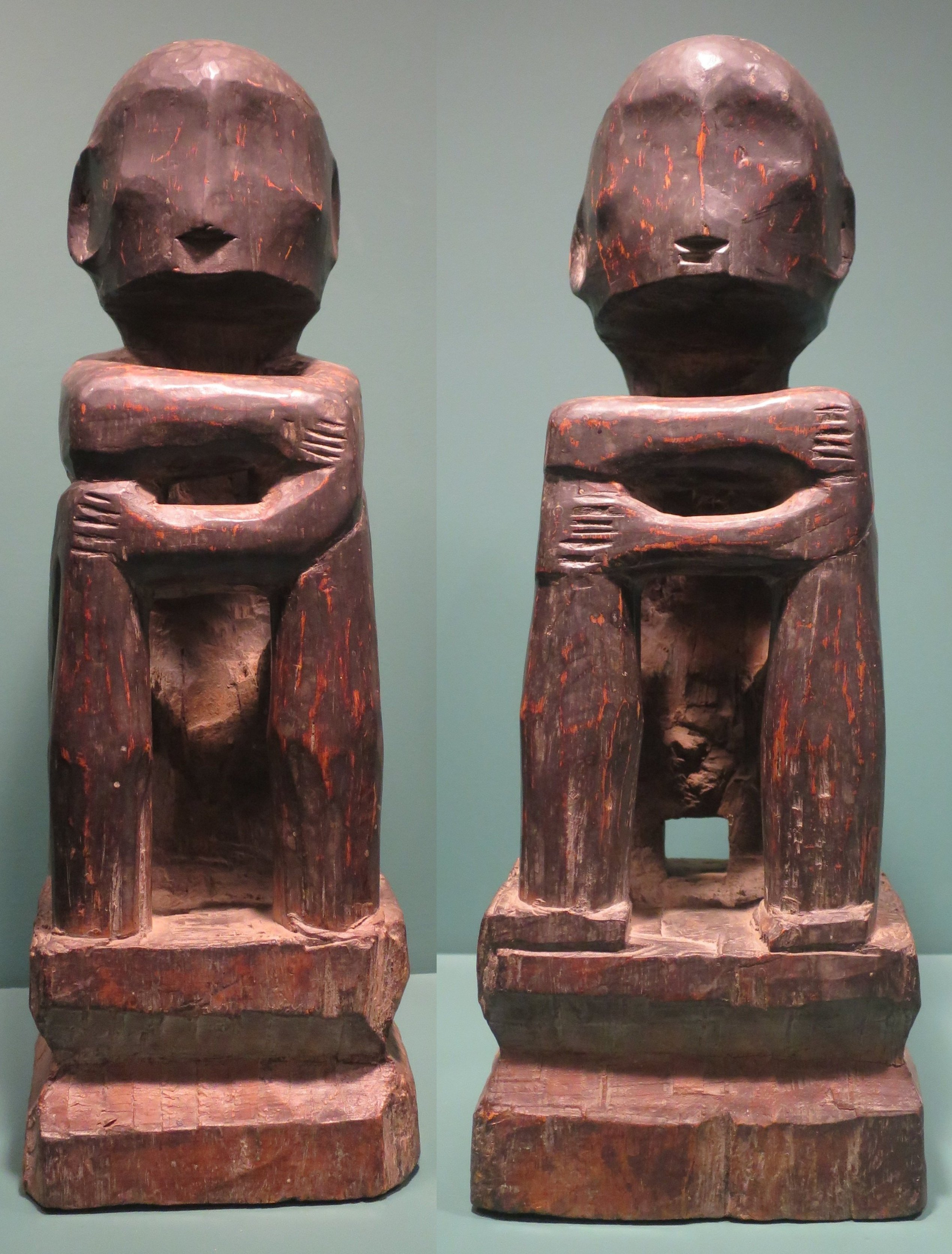
Un Bulul assegut, és la representació antropomòrfica de les divinitats de l'arròs que protegeixen les llavors i les collites dels ifugao.

L'or trobat a la terra Igorot era una atracció per als espanyols. Al principi l'or va ser intercanviat a Pangasinan pels igorot. L'or servia per comprar consumibles pels igorot. El desig d'or i de cristianitzar els iogorot van ser les raons de la conquesta espanyola El 1572 comença la recerca d'or. Els espanyols van entrar a la Província de Benguet per obtenir or. El fet que els igorots aconseguissin mantenir-se fora del domini espanyol va molestar als espanyols. L'or va eludir les mans dels espanyols a causa de l'oposició dels Igorot.
Samuel E. Kane va escriure sobre la seva vida entre els Bontoc, Ifugao i Kalinga després de la guerra de les Filipines-Amèrica, en el seu llibre Thirty years with the Philippine Head-Hunters (1933). La primera escola americana per a noies igorot va ser oberta a Baguio el 1901 per Alice McKay Kelly.:317 Kane va assenyalar que el degà C. Worcester "va fer més que un home per aturar la caça del cap i per unir les tradicionals tribus enemigues en amistat".:329 Kane va escriure sobre el poble Igorot: "hi ha una pau, un ritme i una força elemental a la vida ... que totes les comoditats i perfeccionaments de la civilització no poden substituir ... cinquanta anys, per tant, queda poc per recordar als joves igorots els dies en què els tambors i les ganzes dels canyaos que caçaven al cap ressonaven per tot el territori.:330–331
El 1904, un grup de persones igorot van ser portades a St. Louis, Missouri, Estats Units per a la Fira Mundial de St. Louis. Van construir el poble Igorot a la secció filipina de l'exposició, que es va convertir en una de les exposicions més populars. El poeta T. S. Eliot, que va néixer i es va criar a St. Louis, va visitar i va explorar el poble. Inspirat en la seva dansa tribal i altres, va escriure el conte, "The Man Who Was King" (1905). El 1905, 50 tribuspecials estaven exposats a un parc d'atraccions de Brooklyn, Nova York, per a l'estiu, i va acabar amb la custòdia de l'escrupulós Truman K. Hunt, un showman "que va a córrer Amèrica amb la tribu a remolc".
Durant l'ocupació japonesa de les Filipines, els igorot van lluitar en contra Japó. La guerrilla de la Segona Guerra Mundial de Donald Blackburn tenia un nucli fort d’igorots.:148–165
El 2014, Victoria Tauli-Corpuz, veterana dels drets indígenes d'ètnia Igorot, va ser nomenada ponent especial de les Nacions Unides sobre els drets dels pobles indígenes.